# ميلان ميركوفيتش
ميلان ميركوفيتش مواليد 7 أبريل 1985 في نوفي ساد، جمهورية يوغوسلافيا الاشتراكية الاتحادية، هو لاعب كرة يد صربي يلعب كظهير أيمن. يلعب حاليا مع مينور بايا ماري. مثل منتخب صربيا لكرة اليد.

## الإنجازات
- الدوري المجري لكرة اليد:
  - الفوز: 2008–09، 2009–10
- الدوري الصربي لكرة اليد:
  - الفوز: 2014
- الدوري السلوفيني لكرة اليد:
  - الفوز: 2011